# Ванделсово море
Ванделсово море је ивично море Северног леденог океана и простире се између североисточних обала Гренланда и острва Свалбард. На југу је преко Фрамовог мореуза повезано са Гренладским морем. Дуж обала Гренланда простире се између рта Морис Џесуп на западу, одакле се даље наставља Линколново море и Североисточног рта на југу. Упркос великој географској ширини његове обале су слободне од леда у кратком периоду током године за разлику од акваторија северније и западније које су под вечитим ледом.